# Dajana Jastremśka
Dajana Ołeksandriwna Jastremśka, ukr. Даяна Олександрівна Ястремська (ur. 15 maja 2000 w Odessie) – ukraińska tenisistka, finalistka juniorskiego Wimbledonu 2016 w grze pojedynczej dziewcząt oraz Australian Open 2016 w grze podwójnej dziewcząt.

## Kariera tenisowa
W rozgrywkach zawodowych zadebiutowała w marcu 2015 roku, w turnieju ITF w egipskim Szarm el-Szejk. Dotychczas zwyciężyła w trzech turniejach singlowych i trzech deblowych rangi ITF.
W parze z Anastasiją Zaryćką osiągnęła finał Australian Open 2016 w grze podwójnej dziewcząt. Podczas Wimbledonu w tym samym sezonie osiągnęła finał zawodów gry pojedynczej dziewcząt, w którym uległa Anastasii Potapowej 4:6, 3:6.
W styczniu 2018 roku wystartowała w kwalifikacjach do Australian Open. W pierwszej rundzie pokonała rozstawioną z numerem siedemnastym Misaki Doi 6:3, 6:1, by w drugiej nie sprostać Alexandrze Dulgheru 6:7(6), 0:6. Pod koniec lutego w Acapulco przeszła przez eliminacje i po raz pierwszy w sezonie wystąpiła w głównej drabince turnieju WTA. W meczu pierwszej rundy przeciwko Mónice Puig skreczowała w trzecim secie przy stanie 6:2, 4:6, 0:5. W maju wystąpiła w turnieju ITF z pulą nagród 100 000 $ w Cagnes-sur-Mer. Przeszła przez turniej eliminacyjny, a w głównej części zawodów doszła aż do finału, w którym musiała jednak uznać wyższość Rebekki Peterson 4:6, 5:7. Miesiąc później powtórzyła wynik w turnieju tej samej kategorii przegrywając finał w Ilkley z Terezą Smitkovą 6:7(2), 6:3, 6:7(4).
W lipcu 2018 pokonała Magdalenę Fręch 6:3, 6:2 w pierwszej rundzie eliminacji do Wimbledonu, lecz w drugiej nie sprostała Barbarze Haas 4:6, 2:6. Przez brak kwalifikacji do trzeciego w roku turnieju wielkoszlemowego wystąpiła w turnieju ITF w Rzymie z pulą nagród 60 000 $. Przez zawody przeszła bez straty seta, a w meczu mistrzowskim zrewanżowała się Anastasiji Potapowej za finał juniorskiego Wimbledonu z 2016 roku, gromiąc rosyjską tenisistkę 6:1, 6:0. W kolejnym tygodniu doszła do półfinału w Budapeszcie (80 000 $ ITF), a w sierpniu wygrała eliminacje w New Haven odpadając w turnieju głównym w drugiej rundzie z Julią Görges 4:6, 6:3, 4:6. Dobre występy zaowocowały awansem do pierwszej setki rankingu WTA, co pozwoliło Jastremśkiej na występ w US Open bez konieczności przechodzenia przez kwalifikacje. Debiut w turnieju wielkoszlemowym nie wypadł dobrze, gdyż przegrała już w pierwszym meczu ze sklasyfikowaną ponad sto miejsc niżej Karolíną Muchovą 4:6, 2:6.
We wrześniu 2018 doszła do ćwierćfinału turnieju WTA 125K Series w Chicago oraz przeszła przez eliminacje w Pekinie, przegrała jednak w pierwszej rundzie głównych zawodów ze Zheng Saisai 4:6, 3:6. Przełom nastąpił w październiku podczas turnieju w Hongkongu. Przez drabinę przeszła bez straty seta, spotykając się z którąkolwiek rozstawioną zawodniczką dopiero w finale. Mecz mistrzowski przeciwko pogromczyni Garbiñe Muguruzy – Wang Qiang nie przyniósł żadnych emocji i młoda Ukrainka wygrała swój pierwszy tytuł rangi WTA wynikiem 6:2, 6:1.
W styczniu 2021 roku została tymczasowo zawieszona z powodu wykrycia w jej organizmie zabronionego środka anabolicznego.

## Historia występów wielkoszlemowych
Legenda
     W, wygrany turniej
     F, przegrana w finale
     SF, przegrana w półfinale
     QF, przegrana w ćwierćfinale
     xR, przegrana w x rundzie
     Qx, przegrana w x rundzie kwalifikacji
     A, brak startu
     NH, turniej nie odbył się

### Występy w grze pojedynczej
| Australian Open        | A    | A   | A   | Q2 | 3R | 2R | A  | 1R  | 1R  | SF | 3R | 0 / 6  | 10 – 6  |  |  |  |  |  |  |  |  |  |  |  |  |  |  |
| French Open            | A    | A   | A   | A  | 1R | 1R | A  | 1R  | 1R  | 3R |    | 0 / 5  | 2 – 5   |  |  |  |  |  |  |  |  |  |  |  |  |  |  |
| Wimbledon              | A    | A   | A   | Q2 | 4R | NH | A  | 1R  | Q3  | 3R |    | 0 / 3  | 5 – 3   |  |  |  |  |  |  |  |  |  |  |  |  |  |  |
| US Open                | A    | A   | A   | 1R | 3R | 2R | 1R | 1R  | Q3  | 1R |    | 0 / 6  | 3 – 6   |  |  |  |  |  |  |  |  |  |  |  |  |  |  |
|                        |      |     |     |    |    |    |    |     |     |    |    |        |         |  |  |  |  |  |  |  |  |  |  |  |  |  |  |
| Ranking na koniec roku | 1103 | 342 | 189 | 60 | 22 | 29 | 97 | 102 | 106 | 33 |    | 0 / 20 | 20 – 20 |  |  |  |  |  |  |  |  |  |  |  |  |  |  |

### Występy w grze podwójnej
| Australian Open        | A | A   | A   | A   | 1R | 1R | A   | 3R  | A   | A   | A | 0 / 3  | 2 – 3  |  |  |  |  |  |  |  |  |  |  |  |  |  |  |
| French Open            | A | A   | A   | A   | A  | 1R | A   | A   | A   | 1R  |   | 0 / 2  | 0 – 2  |  |  |  |  |  |  |  |  |  |  |  |  |  |  |
| Wimbledon              | A | A   | A   | A   | 1R | NH | A   | 1R  | A   | 1R  |   | 0 / 3  | 0 – 3  |  |  |  |  |  |  |  |  |  |  |  |  |  |  |
| US Open                | A | A   | A   | A   | 1R | A  | 3R  | A   | A   | A   |   | 0 / 2  | 2 – 2  |  |  |  |  |  |  |  |  |  |  |  |  |  |  |
|                        |   |     |     |     |    |    |     |     |     |     |   |        |        |  |  |  |  |  |  |  |  |  |  |  |  |  |  |
| Ranking na koniec roku | – | 603 | 229 | 346 | 84 | 90 | 196 | 293 | 728 | 222 |   | 0 / 10 | 4 – 10 |  |  |  |  |  |  |  |  |  |  |  |  |  |  |

### Występy w grze mieszanej
| Australian Open | A | A | A | A | A | A | A  | A | A | A  | A | 0 / 0 | 0 – 0 |  |  |  |  |  |  |  |  |  |  |  |  |  |  |
| French Open     | A | A | A | A | A | A | A  | A | A | A  |   | 0 / 0 | 0 – 0 |  |  |  |  |  |  |  |  |  |  |  |  |  |  |
| Wimbledon       | A | A | A | A | A | A | A  | A | A | 1R |   | 0 / 1 | 0 – 1 |  |  |  |  |  |  |  |  |  |  |  |  |  |  |
| US Open         | A | A | A | A | A | A | SF | A | A | 1R |   | 0 / 2 | 3 – 2 |  |  |  |  |  |  |  |  |  |  |  |  |  |  |
|                 |   |   |   |   |   |   |    |   |   |    |   |       |       |  |  |  |  |  |  |  |  |  |  |  |  |  |  |
|                 |   |   |   |   |   |   |    |   |   |    |   | 0 / 3 | 3 – 3 |  |  |  |  |  |  |  |  |  |  |  |  |  |  |

## Finały turniejów WTA
| Legenda                     | Legenda |
| --------------------------- | ------- |
| Wielki Szlem                |         |
| Igrzyska olimpijskie        |         |
| WTA Tour Championships      |         |
| 2009 – 2020                 |         |
| WTA Premier Mandatory       |         |
| WTA Premier 5               |         |
| WTA Premier                 |         |
| WTA International Series    |         |
| WTA 125K series (2012–2020) |         |
| od 2021                     |         |
| WTA 1000 (obowiązkowe)      |         |
| WTA 1000 (nieobowiązkowe)   |         |
| WTA 500                     |         |
| WTA 250                     |         |
| WTA 125                     |         |

### Gra pojedyncza 7 (3–4)
| Końcowy wynik | Nr | Data                 | Turniej    | Nawierzchnia  | Przeciwniczka            | Wynik finału     |
| ------------- | -- | -------------------- | ---------- | ------------- | ------------------------ | ---------------- |
| Zwyciężczyni  | 1. | 14 października 2018 | Hongkong   | Twarda        | Wang Qiang               | 6:2, 6:1         |
| Zwyciężczyni  | 2. | 3 lutego 2019        | Hua Hin    | Twarda        | Ajla Tomljanović         | 6:2, 2:6, 7:6(3) |
| Zwyciężczyni  | 3. | 25 maja 2019         | Strasburg  | Ceglana       | Caroline Garcia          | 6:4, 5:7, 7:6(3) |
| Finalistka    | 1. | 18 stycznia 2020     | Adelaide   | Twarda        | Ashleigh Barty           | 2:6, 5:7         |
| Finalistka    | 2. | 6 marca 2022         | Lyon       | Twarda (hala) | Zhang Shuai              | 6:3, 3:6, 4:6    |
| Finalistka    | 3. | 2 lutego 2025        | Linz       | Twarda (hala) | Jekatierina Aleksandrowa | 2:6, 6:3, 5:7    |
| Finalistka    | 4. | 22 czerwca 2025      | Nottingham | Trawiasta     | McCartney Kessler        | 4:6, 5:7         |

### Gra podwójna 1 (0–1)
| Końcowy wynik | Nr | Data                | Turniej | Nawierzchnia | Partnerka        | Przeciwniczki                     | Wynik finału      |
| ------------- | -- | ------------------- | ------- | ------------ | ---------------- | --------------------------------- | ----------------- |
| Finalistka    | 1. | 6 października 2019 | Pekin   | Ceglana      | Jeļena Ostapenko | Sofia Kenin Bethanie Mattek-Sands | 3:6, 7:6(5), 7–10 |

## Finały turniejów WTA 125

### Gra pojedyncza 1 (1–0)
| Końcowy wynik | Nr | Data             | Turniej | Nawierzchnia | Przeciwniczka | Wynik finału  |
| ------------- | -- | ---------------- | ------- | ------------ | ------------- | ------------- |
| Zwyciężczyni  | 1. | 13 sierpnia 2023 | Kozerki | Twarda       | Greet Minnen  | 2:6, 6:1, 6:3 |

## Występy w Turnieju WTA Elite Trophy

### W grze pojedynczej
| Rok  | Rezultat     | Przeciwniczka            | Wynik                |
| 2019 | Faza grupowa | Donna Vekić Kiki Bertens | 7:6(6), 6:2 4:6, 3:6 |

## Finały turniejów ITF
| turnieje z pulą nagród 100 000 $ |
| turnieje z pulą nagród 80 000 $  |
| turnieje z pulą nagród 60 000 $  |
| turnieje z pulą nagród 40 000 $  |
| turnieje z pulą nagród 25 000 $  |
| turnieje z pulą nagród 15 000 $  |
| turnieje z pulą nagród 10 000 $  |

### Gra pojedyncza 6 (3–3)
| Rezultat     |    | Data       | Turniej        | ($)     | Naw.      | Przeciwniczka       | Wynik               |
| Zwyciężczyni | 1. | 06/03/2016 | Campinas       | 25 000  | Ceglana   | Alizé Lim           | 6:4, 6:4            |
| Zwyciężczyni | 2. | 03/09/2017 | Dunakeszi      | 60 000  | Ceglana   | Katarina Zawacka    | 6:0, 6:1            |
| Finalistka   | 1. | 23/09/2017 | Petersburg     | 100 000 | Twarda    | Belinda Bencic      | 2:6, 3:6            |
| Finalistka   | 2. | 13/05/2018 | Cagnes-sur-Mer | 100 000 | Ceglana   | Rebecca Peterson    | 4:6, 5:7            |
| Finalistka   | 3. | 24/06/2018 | Ilkley         | 100 000 | Trawiasta | Tereza Smitková     | 6:7(2), 6:3, 6:7(4) |
| Zwyciężczyni | 3. | 08/07/2018 | Rzym           | 60 000  | Ceglana   | Anastasija Potapowa | 6:1, 6:0            |

### Gra podwójna 3 (3–0)
| Rezultat     |    | Data       | Turniej                  | ($)    | Naw.          | Partnerka           | Przeciwniczki                       | Wynik    |
| Zwyciężczyni | 1. | 25/02/2017 | Moskwa                   | 25 000 | Twarda (hala) | Wiera Łapko         | Jekatierina Jaszyna Bibiane Schoofs | 7:5, 6:3 |
| Zwyciężczyni | 2. | 25/03/2017 | Santa Margherita di Pula | 25 000 | Ceglana       | Olesia Pierwuszyna  | Tara Moore Conny Perrin             | 6:4, 6:4 |
| Zwyciężczyni | 3. | 30/07/2017 | Praga                    | 80 000 | Ceglana       | Anastasija Potapowa | Mihaela Buzărnescu Alona Fomina     | 6:2, 6:2 |

## Występy w igrzyskach olimpijskich

### Gra pojedyncza
| Runda                                                                    | Przeciwniczka                 | Wynik         |
| ------------------------------------------------------------------------ | ----------------------------- | ------------- |
|                                                                          |                               |               |
| Letnie Igrzyska Olimpijskie w Tokio 2020, reprezentując państwo Ukraina  |                               |               |
| I runda                                                                  | Kanada: Leylah Fernandez      | 3:6, 6:3, 0:6 |
|                                                                          |                               |               |
| Letnie Igrzyska Olimpijskie w Paryżu 2024, reprezentując państwo Ukraina |                               |               |
| I runda                                                                  | Brazylia: Laura Pigossi [ITF] | 3:6, 7:5, 6:0 |
| II runda                                                                 | Kolumbia: Camila Osorio [ITF] | 6:7(4), 4:6   |

### Gra podwójna
| Runda                                                                    | Partnerka         | Przeciwniczki                                | Wynik    |
| ------------------------------------------------------------------------ | ----------------- | -------------------------------------------- | -------- |
|                                                                          |                   |                                              |          |
| Letnie Igrzyska Olimpijskie w Tokio 2020, reprezentując państwo Ukraina  |                   |                                              |          |
| I runda                                                                  | Elina Switolina   | Francja: Alizé Cornet / Fiona Ferro          | 2:6, 4:6 |
|                                                                          |                   |                                              |          |
| Letnie Igrzyska Olimpijskie w Paryżu 2024, reprezentując państwo Ukraina |                   |                                              |          |
| I runda                                                                  | Marta Kostiuk [7] | Polska: Magda Linette / Alicja Rosolska [PR] | 6:4, 6:1 |
| II runda                                                                 | Marta Kostiuk [7] | Chińskie Tajpej: Hsieh Su-wei / Tsao Chia-yi | walkower |

## Finały juniorskich turniejów wielkoszlemowych

### Gra pojedyncza (1)
| Końcowy wynik | Rok  | Turniej   | Nawierzchnia | Przeciwniczka       | Wynik finału |
| Finalistka    | 2016 | Wimbledon | Trawiasta    | Anastasija Potapowa | 4:6, 3:6     |

### Gra podwójna (1)
| Końcowy wynik | Rok  | Turniej         | Nawierzchnia | Partnerka          | Przeciwniczki                   | Wynik finału |
| Finalistka    | 2016 | Australian Open | Twarda       | Anastasija Zaryćka | Anna Kalinska Tereza Mihalíková | 1:6, 1:6     |